# Mikołaj Kalkstein Stoliński
Mikołaj Kalkstein Stoliński herbu kos odmienny– burgrabia chełmiński w latach 1679–1687, ławnik michałowski w latach 1674–1696.
Poseł sejmiku województwa chełmińskiego na sejm konwokacyjny 1696 roku.